# Hungry
"Hungry" is een nummer van de Nederlandse singer-songwriter Dotan. Het nummer werd uitgebracht op zijn album 7 Layers uit 2014. Op 15 december van dat jaar werd het nummer uitgebracht als de derde single van het album.

## Achtergrond
"Hungry" is geschreven door Dotan, Martin Sjølie en Will Knox en geproduceerd door Dotan. Het werd een hit in zowel Nederland als Vlaanderen. In Nederland kwam het tot de twaalfde plaats in de Top 40 en de 24e plaats in de Single Top 100, terwijl het in Vlaanderen zelfs tot de vijfde plaats in de Ultratop 50 wist te komen. Ook werd het in Vlaanderen een nummer 1-hit in De Afrekening. Daarnaast wist het in Wallonië de twintigste plaats in de "Bubbling Under"-lijst met tips voor de Ultratop 50 te behalen. In Nederland ontving Dotan een gouden plaat voor de single. Ook kreeg hij een 100% NL Award voor het nummer in de categorie "Hit van het Jaar". Op 18 april 2015 kwam de single opnieuw uit, ditmaal met de eerdere hit "Home" op de B-kant.

## Hitnoteringen

### Nederlandse Top 40
| Hitnotering: 14-03-2015 t/m 08-08-2015 | Hitnotering: 14-03-2015 t/m 08-08-2015 | Hitnotering: 14-03-2015 t/m 08-08-2015 | Hitnotering: 14-03-2015 t/m 08-08-2015 | Hitnotering: 14-03-2015 t/m 08-08-2015 | Hitnotering: 14-03-2015 t/m 08-08-2015 | Hitnotering: 14-03-2015 t/m 08-08-2015 | Hitnotering: 14-03-2015 t/m 08-08-2015 | Hitnotering: 14-03-2015 t/m 08-08-2015 | Hitnotering: 14-03-2015 t/m 08-08-2015 | Hitnotering: 14-03-2015 t/m 08-08-2015 | Hitnotering: 14-03-2015 t/m 08-08-2015 | Hitnotering: 14-03-2015 t/m 08-08-2015 |
| Week                                   | 1                                      | 2                                      | 3                                      | 4                                      | 5                                      | 6                                      | 7                                      | 8                                      | 9                                      | 10                                     | 11                                     | 12                                     |
| -------------------------------------- | -------------------------------------- | -------------------------------------- | -------------------------------------- | -------------------------------------- | -------------------------------------- | -------------------------------------- | -------------------------------------- | -------------------------------------- | -------------------------------------- | -------------------------------------- | -------------------------------------- | -------------------------------------- |
| Positie                                | 34                                     | 30                                     | 28                                     | 21                                     | 21                                     | 17                                     | 17                                     | 18                                     | 19                                     | 12                                     | 13                                     | 16                                     |
| Week                                   | 13                                     | 14                                     | 15                                     | 16                                     | 17                                     | 18                                     | 19                                     | 20                                     | 21                                     | 22                                     |                                        |                                        |
| Positie                                | 20                                     | 21                                     | 23                                     | 28                                     | 30                                     | 30                                     | 31                                     | 35                                     | 37                                     | 39                                     | uit                                    |                                        |

### Single Top 100
| Hitnotering week 1 t/m 32: 28-02-2015 t/m 03-10-2015 Hitnotering week 33: 24-10-2015 | Hitnotering week 1 t/m 32: 28-02-2015 t/m 03-10-2015 Hitnotering week 33: 24-10-2015 | Hitnotering week 1 t/m 32: 28-02-2015 t/m 03-10-2015 Hitnotering week 33: 24-10-2015 | Hitnotering week 1 t/m 32: 28-02-2015 t/m 03-10-2015 Hitnotering week 33: 24-10-2015 | Hitnotering week 1 t/m 32: 28-02-2015 t/m 03-10-2015 Hitnotering week 33: 24-10-2015 | Hitnotering week 1 t/m 32: 28-02-2015 t/m 03-10-2015 Hitnotering week 33: 24-10-2015 | Hitnotering week 1 t/m 32: 28-02-2015 t/m 03-10-2015 Hitnotering week 33: 24-10-2015 | Hitnotering week 1 t/m 32: 28-02-2015 t/m 03-10-2015 Hitnotering week 33: 24-10-2015 | Hitnotering week 1 t/m 32: 28-02-2015 t/m 03-10-2015 Hitnotering week 33: 24-10-2015 | Hitnotering week 1 t/m 32: 28-02-2015 t/m 03-10-2015 Hitnotering week 33: 24-10-2015 | Hitnotering week 1 t/m 32: 28-02-2015 t/m 03-10-2015 Hitnotering week 33: 24-10-2015 | Hitnotering week 1 t/m 32: 28-02-2015 t/m 03-10-2015 Hitnotering week 33: 24-10-2015 | Hitnotering week 1 t/m 32: 28-02-2015 t/m 03-10-2015 Hitnotering week 33: 24-10-2015 | Hitnotering week 1 t/m 32: 28-02-2015 t/m 03-10-2015 Hitnotering week 33: 24-10-2015 | Hitnotering week 1 t/m 32: 28-02-2015 t/m 03-10-2015 Hitnotering week 33: 24-10-2015 | Hitnotering week 1 t/m 32: 28-02-2015 t/m 03-10-2015 Hitnotering week 33: 24-10-2015 | Hitnotering week 1 t/m 32: 28-02-2015 t/m 03-10-2015 Hitnotering week 33: 24-10-2015 | Hitnotering week 1 t/m 32: 28-02-2015 t/m 03-10-2015 Hitnotering week 33: 24-10-2015 | Hitnotering week 1 t/m 32: 28-02-2015 t/m 03-10-2015 Hitnotering week 33: 24-10-2015 |
| Week                                                                                 | 1                                                                                    | 2                                                                                    | 3                                                                                    | 4                                                                                    | 5                                                                                    | 6                                                                                    | 7                                                                                    | 8                                                                                    | 9                                                                                    | 10                                                                                   | 11                                                                                   | 12                                                                                   | 13                                                                                   | 14                                                                                   | 15                                                                                   | 16                                                                                   | 17                                                                                   | 18                                                                                   |
| ------------------------------------------------------------------------------------ | ------------------------------------------------------------------------------------ | ------------------------------------------------------------------------------------ | ------------------------------------------------------------------------------------ | ------------------------------------------------------------------------------------ | ------------------------------------------------------------------------------------ | ------------------------------------------------------------------------------------ | ------------------------------------------------------------------------------------ | ------------------------------------------------------------------------------------ | ------------------------------------------------------------------------------------ | ------------------------------------------------------------------------------------ | ------------------------------------------------------------------------------------ | ------------------------------------------------------------------------------------ | ------------------------------------------------------------------------------------ | ------------------------------------------------------------------------------------ | ------------------------------------------------------------------------------------ | ------------------------------------------------------------------------------------ | ------------------------------------------------------------------------------------ | ------------------------------------------------------------------------------------ |
| Positie                                                                              | 76                                                                                   | 40                                                                                   | 41                                                                                   | 30                                                                                   | 28                                                                                   | 31                                                                                   | 31                                                                                   | 28                                                                                   | 29                                                                                   | 27                                                                                   | 26                                                                                   | 24                                                                                   | 26                                                                                   | 31                                                                                   | 35                                                                                   | 39                                                                                   | 38                                                                                   | 40                                                                                   |
| Week                                                                                 | 19                                                                                   | 20                                                                                   | 21                                                                                   | 22                                                                                   | 23                                                                                   | 24                                                                                   | 25                                                                                   | 26                                                                                   | 27                                                                                   | 28                                                                                   | 29                                                                                   | 30                                                                                   | 31                                                                                   | 32                                                                                   |                                                                                      | 33                                                                                   |                                                                                      |                                                                                      |
| Positie                                                                              | 42                                                                                   | 42                                                                                   | 43                                                                                   | 44                                                                                   | 45                                                                                   | 46                                                                                   | 46                                                                                   | 46                                                                                   | 64                                                                                   | 67                                                                                   | 76                                                                                   | 81                                                                                   | 82                                                                                   | 89                                                                                   | uit                                                                                  | 96                                                                                   | uit                                                                                  |                                                                                      |

### NPO Radio 2 Top 2000
| Nummer met noteringen in de NPO Radio 2 Top 2000 | '15  | '16  |
| ------------------------------------------------ | ---- | ---- |
| Hungry                                           | 1412 | 1137 |

1. ↑  Een vetgedrukt getal geeft de hoogste notering aan.
2. ↑  2015 was het eerste jaar met een notering voor dit nummer.
3. ↑  Deze tabel is bijgewerkt tot en met de laatste editie (2024).